# Айсмитте

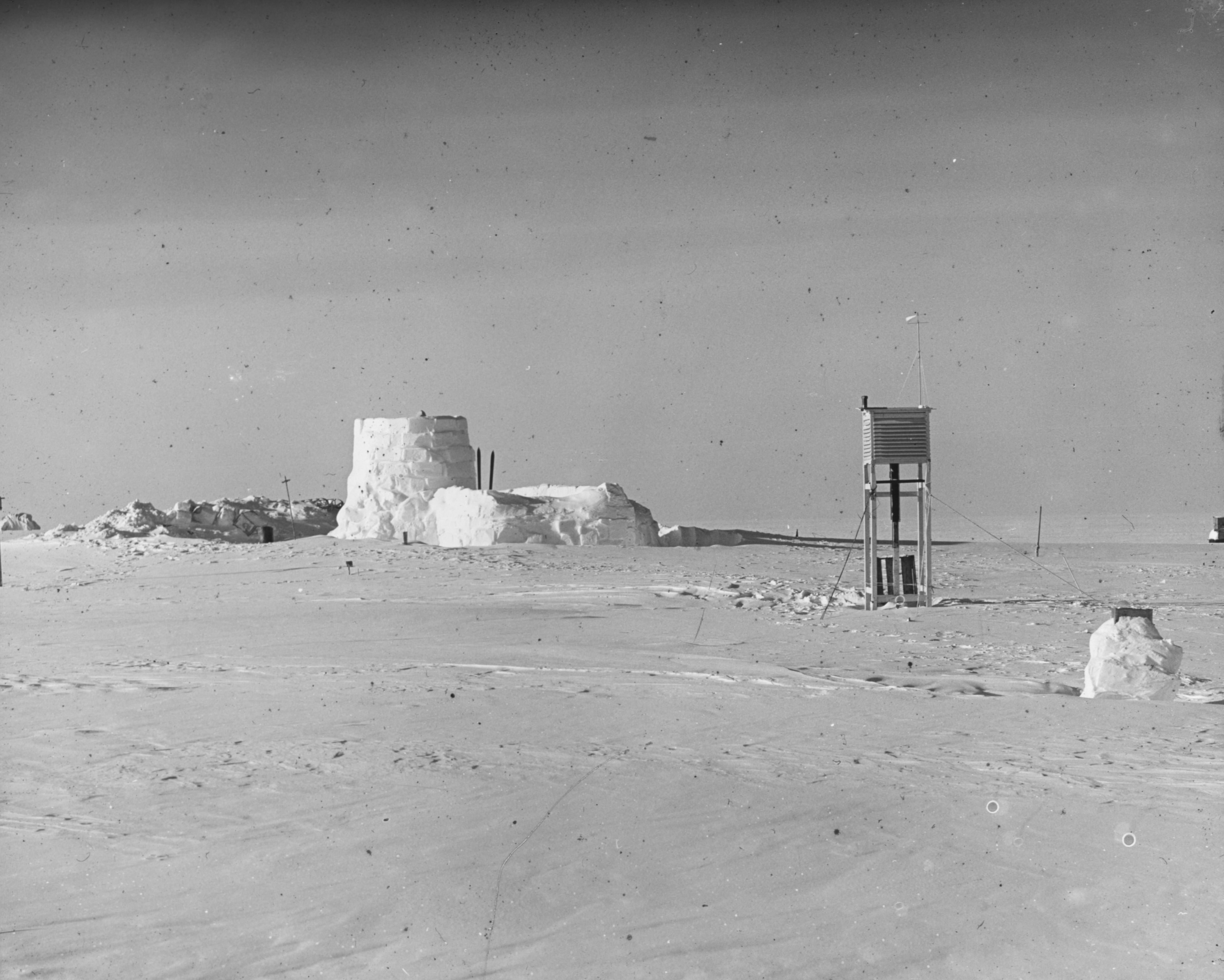

Айсмитте (нем. Eismitte) — полярная станция третьей гренландской экспедиции Альфреда Вегенера (1930—1931). Станция находилась на Гренландском ледяном щите в 402 км от побережья. Помещения станции были выкопаны в снегу или сложены из снежных блоков. Айсмитте размещалась в точке с координатами 71°11′ с. ш. 39°56′ з. д. на высоте 3010 м над уровнем моря, на нынешней территории Гренландского национального парка, несколько севернее границы упраздненной в 2009 году коммуны Иллоккортоормиут.
Климат континентальный арктический. Средняя температура самого холодного месяца (февраля) −47 °C, а самого тёплого (июля) — −12°. Минимальная температура составляет −65°, максимальная −2°. Осадков в среднем за год выпадает в районе 109,2 мм.